# Концерт за бригадире
| Професионални рејтинг | Професионални рејтинг |
| Резултати             | Резултати             |
| Извор                 | Рејтинг               |
| --------------------- | --------------------- |
| Popboks               | [ 1 ]                 |
| Time Machine Music    | („погодан”)           |

Концерт за бригадире је седми албум уживо српског рок бенда Рибља Чорба, а објављен је 2011. године. 
Албум садржи снимак наступа бенда на омладинској радној акцији Ђердап, 1985. године. Објављен је преко РТВ Стара Пазова на компакт диску, а у ограниченом броју од 1000 примерака и на винилу.